# 爱民区
爱民区是黑龙江省牡丹江市下辖的一个市辖区。區人民政府駐西祥伦街82号。

## 行政区划
爱民区下辖7个街道办事处、1个镇：
向阳街道、黄花街道、铁北街道、新华街道、大庆街道、兴平街道、北山街道和三道关镇。

## 人口
根据第七次人口普查数据，截至2020年11月1日零时，爱民区常住人口为275436人。